# حواصیل حرا
حواصیل حرا (نام علمی: Butorides striata) نام یک گونه از سرده Butorides است.